# Особое послание
Особое послание (англ. Special pleading), также особый аргумент — это неформальная логическая ошибка, при которой ссылаются на исключение из общего или универсального принципа, не обосновывая это специальное исключение. Это применение двойных стандартов.
При классическом разграничении материальных ошибок, когнитивных ошибок и формальных ошибок особое послание, скорее всего, подпадает под категорию когнитивной ошибки, поскольку она, по-видимому, связана с пустыми словами, рационализацией и отвлечением внимания (отказом от обсуждения). Специальное послание также часто напоминает «обращение к» логическим ошибкам.
В средневековой философии не предполагалось, что там, где утверждается различие, должно существовать и быть обоснованным соответствующее основание для этого различия. Особая состязательность подрывает презумпцию экзистенциального значения.

## Примеры
Особое послание может принимать следующие формы:
- необъяснимые заявления об освобождении от принципов, которые обычно считаются относящимися к предмету исследования

Пример: я не полагаюсь здесь на веру в малые вероятности. Это игровые автоматы, а не рулетка. Они разные.
- создание специального исключения, чтобы предотвратить обратное воздействие правила на утверждение:

Пример: Каждый обязан помогать полиции выполнять её работу, независимо от того, кто является подозреваемым. Именно поэтому мы должны поддержать расследования случаев коррупции в полицейском управлении. Ни один человек не стоит выше закона. Конечно, если ко мне в дверь постучится полиция и спросит о моих соседях и ограблениях в нашем доме, я — ничего не знаю. Я не собираюсь ни на кого стучать.
- «Ты не такой, как я, поэтому ты даже не имеешь права думать или иметь мнение о моем тяжёлом положении»[12].

## В статистике
Интерпретация соответствующей статистики «массируется» путём поиска способов ре-классификации или повторного количественного определения данных из одной части результатов, но без применения такого же анализа к другим категориям.